# 長崎事件
長崎事件（ながさきじけん）は、1886年（明治19年）8月に長崎に来航した清国北洋艦隊水兵が起こした暴動事件である。長崎清国水兵事件とも呼ぶ。

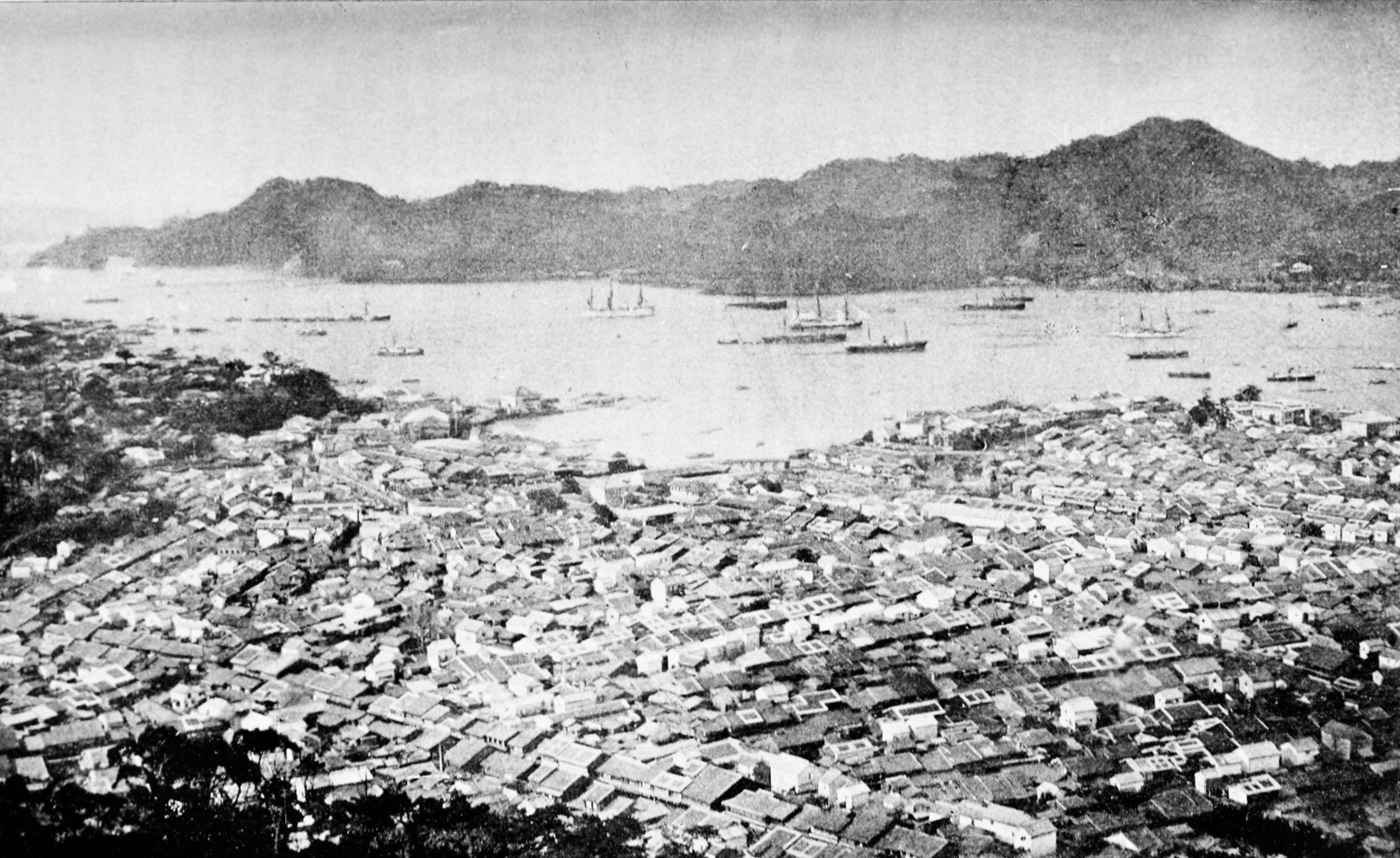
長崎港（1893年）

## 北洋艦隊の朝鮮出動
1886年7月、対ロシア牽制および朝鮮に対する威圧のため北洋艦隊の「定遠」、「鎮遠」、「済遠」、「威遠」、「超勇」、「揚威」が朝鮮へ出動。その後、「定遠」、「鎮遠」、「済遠」、「威遠」は長崎へと向かった。これは石炭補給および修理が目的であった。「定遠」、「鎮遠」は修理が必要となっていたが、それら大艦が入渠可能なドックは中国国内にはなく長崎でしか入渠修理はできなかったのである。

## 事件発生

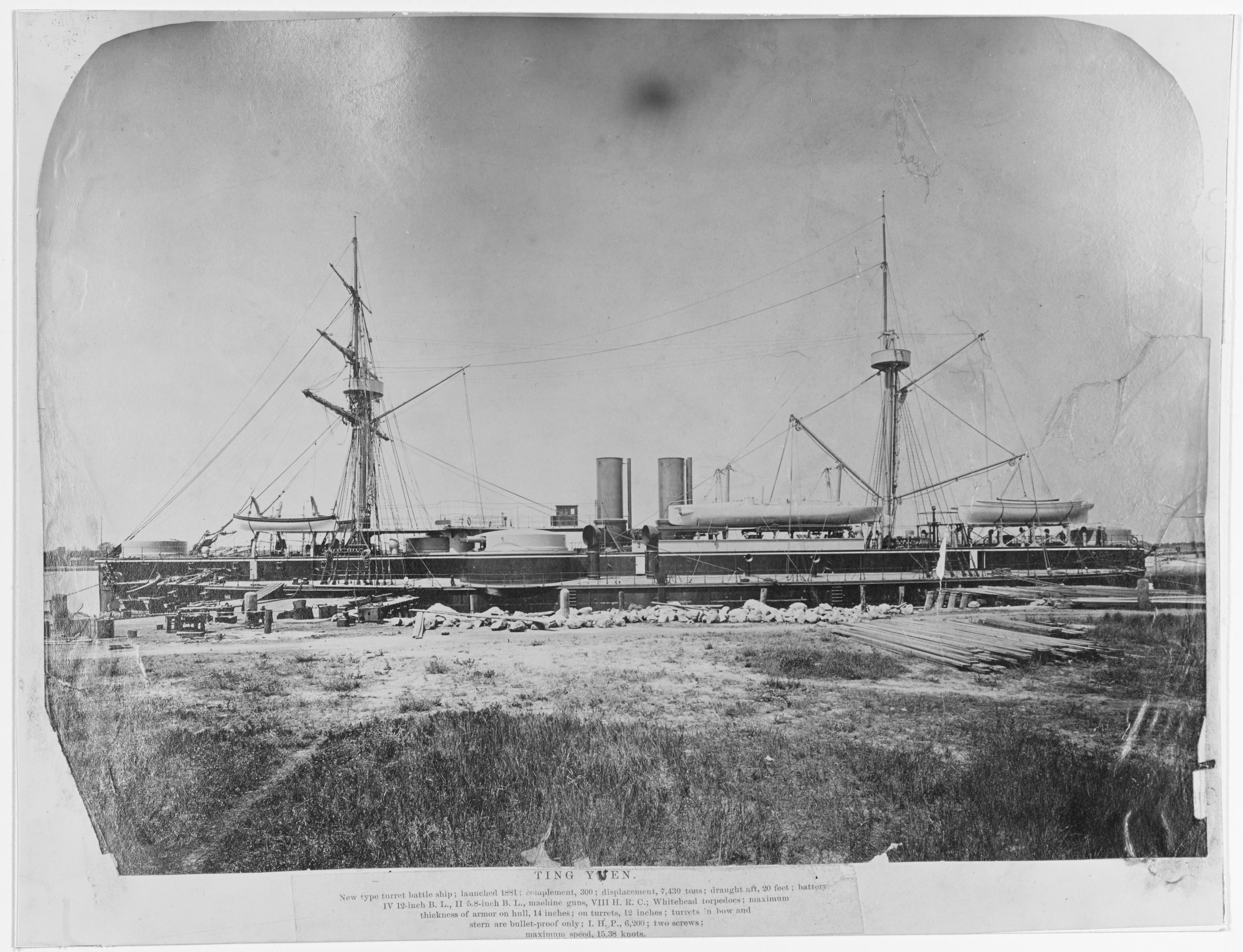
定遠

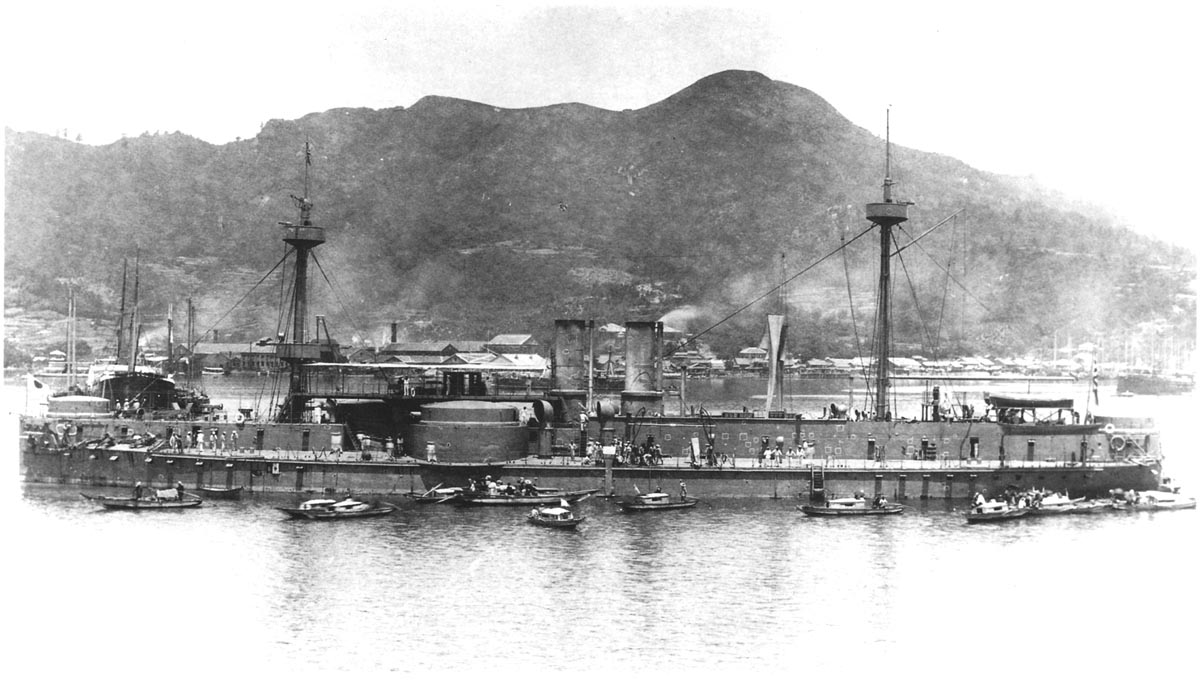
鎮遠

1886年（明治19年）8月1日、清国海軍の北洋艦隊のうち定遠、鎮遠、済遠、威遠の四隻の軍艦が長崎港に入港した。
8月13日、500人からなる清国水兵が日本の許可無しに勝手に上陸を開始。長崎市内をのし回り、泥酔の上、市内で暴れまわり婦女子を追いかけまわすなど乱暴狼藉の限りを尽くす。この内の一部の水兵が遊廓に押し掛けたが登楼には予約が入っており順番待ちがあった。このことに怒った水兵は暴れだし、遊郭の備品を破壊したり盗み出したりした。長崎県警察部の丸山町交番勤務の巡査2名が鎮圧に向かい、首謀者2名を逮捕し交番に連行した。
逮捕された水兵を奪還しようと、逃げていた水兵が仲間を連れ十数名で交番を取り囲んだ。水兵は骨董店で購入した日本刀等で武装していた。交番は応援を呼び交番警棒で応戦し、襲って来た水兵達を逮捕して濱町警察署に連行した。
8月14日、長崎県知事・日下義雄と、清国領事館・蔡軒の会談で、清国側は集団での水兵の上陸を禁止し、又上陸を許すときは監督士官を付き添わすことを協定した。これを条件として、逮捕されていた清国水兵は清国側へ引き渡された。
8月15日、前日の協定に反し、午後1時頃より300名の水兵が上陸。棍棒を持つ者もあり、また、刀剣を購入する者も少なくなかった。清国水兵数人が巡査3名の居る交番の前でわざと放尿し交番の巡査が注意すると、彼らはその巡査を袋叩きにした。300人の清国兵は3人の巡査によってたかって暴行し、1人が死亡し2名が重傷を負い重傷者の1名は翌日死亡した。これを見ていた人力車車夫の白ドッポー組と呼ばれる威勢のいい一団が「アチャば、やっつけろ」と巡査達を助けようとして、清国水兵に殴りかかった。これを契機に清国水兵の一団と巡査を助けようとする長崎市民とで乱闘となった。止めようと駆け付けた警察官は清国水兵の数が多いことや日本刀等の武器を所持していたことから一旦署に戻り帯剣して出直した。これにより清国水兵と斬り合う事態に発展し、それぞれ死傷者を出す（清国人士官1人死亡、3名負傷。清国人水兵3名死亡、50人余りが負傷。日本人側も警部3名負傷、巡査2名が死亡、16名が負傷。長崎市民も十数名が負傷）という大事件となった。

## 事件の処理
事件後、日清両国は長崎においては英仏人弁護士の加わった会弁委員会で、また東京では井上馨外相と徐承祖駐日公使により交渉が行われ、最終的には英独公使などの斡旋を経て妥結した。その内容は事件の当事者については所属国の法律により処分、また撫恤料として日本からは52500円、清国から15500円を支出するというものであった。
また当時の日本の開港地では治外法権があったため、長崎事件の再発を防ぐために日清両国は相互の軍艦往来について規則を定め、両国の軍艦が相手国を訪問する際は相手国側の規則に従う事、また上陸する士卒の制限を定めた。

## その後
北洋艦隊はその後も1891年と1892年に日本に訪問した。双方とも事前に日本政府の了解を得ており、1886年とはうってかわって両国の親善が表向きはアピールされるものとなった。1891年の訪問では北洋艦隊の随員が造船所や官公庁を訪問し、また旗艦定遠に日本の皇族や大臣、海軍軍人を招いて内部を公開した。定遠への招待は清国側が日本に対して度量を示すためとされたが、これはかえって定遠の艦内構造や北洋艦隊の士卒の練度の低さを日本海軍に暴露する結果となり、日清戦争時の黄海海戦において清国敗北の一因となった。

## 事件の影響
北洋艦隊の来航と長崎事件は日本側に清に対する脅威や敵愾心を感じさせるものとなり、日本では対清海軍のための海軍拡張が図られていった。
また、頭山満らにより結成された政治結社・玄洋社が当初の民権論から国権論へと転向する契機ともなった。

## 補論：警察官の帯刀
岡崎久彦は、長崎事件の解決に際し清国は日本政府に対して、日本の警察官が今後帯刀することを禁ずべしという要求を突き付け、これを飲ませることに成功したとする。
『長崎県警察史』は異なる経緯を記す。1883年（明治16年）以降、それまで、警部以上が帯剣し、一般巡査は「手棒」を携帯していたのを改め、巡査全員が帯剣することになった。しかし、同年9月の清国人のアヘン吸引検挙事件をきっかけとして、翌々11月、外国人居留地を所管する警察署に限り、巡査の帯剣を廃して代わりに再び「官棒」を携帯するよう通達が出た。長崎・梅香崎・長崎水上の3警察署に巡査の帯剣が復活したのは、日清戦争開戦後の1894年（明治27年）8月であった。長崎事件の発生時、一般巡査は帯剣していなかった。8月15日の夜、つぎのような場面が見られた。
| 「 | 急報に接した梅香崎警察署長小野木源次郎は、直ちに清国領事館に報告し、鎮撫方を要求すると同時に、巡査数名を現場に急行させたが、広馬場町四つ角で数百の水兵に包囲攻撃されて、殴打され、蹴られ、斬り付けられ悉く負傷した。清国領事館からも館員二名が駈けつけて制止したが効果はなかった。そこで吉田警部補は巡査をまとめて一旦本署に引揚げ、巡査一同に帯剣を許した。帯剣のことについては、先年外国水兵と警察官との間で言葉の行違いから争闘を引起こし、巡査が抜剣したことがあったので、外国側から抗議を受け、帯剣を廃して警棒を持たせていたのであった。 | 」 |

一般警察官の軽装備が、事件の発生と、早期鎮圧が叶わなかった要因となっていたことを窺わせる。